# Fleuve Congo (groupe)
Pour les articles homonymes, voir Fleuve Congo (homonymie) et Congo.
Fleuve Congo est un groupe de musique suisse, plus précisément valaisan, fondé en 1986 par 4 frères : François, Olivier, Nicolas et Frédéric Lorétan. François à la guitare solo, Olivier à la batterie, Nicolas à la guitare rythmique et au chant et Fréderic à la basse.
Passé par plusieurs grands festivals de la suisse Romande et de la France (Montreux Jazz, Tohu-Bohu, Paléo Festival, Festi’Neuch etc…), le groupe a joué plusieurs styles dû au nombre de personnes qui en ont fait partie et à leur constante envie de recherche de son. Passant par le punk-rock, la Zouavie, le ska festif et encore le reggae, ils décrivent leur style comme « la sauce à nous ».  

## Membres
- Guitare basse: Fabian Chevalley
- Batterie: Tom Lorétan
- Chant et Guitare: Nicolas Lorétan

## Anciens Membres
- Batterie: Lucien Zutter (octobre 2007 à août 2009)
- Batterie: Donato Vilani (jusqu'en octobre 2007)
- Batterie: Christophe Pitteloud
- Trombone: Manu Amoos
- Trompette: Salvo Vaucher
- Piano: Chantal Glassier, Laurent Moulin
- Batterie: Lucas de Preux depuis août 2009
- Chant: Chantal Glassier, Laurent Moulin
- Guitare: Laurent Moulin

## Discographie
- Numéro 1 (1995)
- Welcome to Zouavia (2005)
- La smaïla (2007)
- Airlines (2010)
- Elixir (2013)